# Загоровский, Николай Иванович
Николай Иванович Загоровский — автор и переводчик конца XVIII века.
О биографии его персоны существуют две версии.

## Энциклопедический словарь Брокгауза и Ефрона
Энциклопедический словарь Брокгауза и Ефрона с ссылкой на исторический сборник «XVIII век» под редакцией П.И. Бартенева, утверждает, что Николай Иванович Загоровский являлся капитаном русской армии.

## Русский биографический словарь
Согласно биографическому словарю Половцова Николай Иванович Загоровский являлся учителем московской семинарии.

## Словарь русского языка XVIII века
Согласно «Словарю русского языка XVIII века» под редакцией А.М. Панченко утверждается, что Николай Иванович Загоровский должен быть идентифицирован не с армейским капитаном, который в 1791—96 годах находился при русской миссии в Неаполе, а с учителем Московской Троицкой духовной семинарии.

## Труды
И Энциклопедический словарь Брокгауза и Ефрона и Словарь русского языка XVIII века соглашаются с тем, что Загоровский перевёл с латинского изданный в 1786 году «Августина Иппонийского епископа о духе и письме».
Помимо этого словарь Брокгауза и Ефрона приписывает ему также перевод «Словарь юридический, соч. Ф. Ланганса», «Робертсон. Американская история» и публикацию «Топографического описания Харьковского наместничества» (1787)..
В то же время, «Словарь русского языка XVIII века» среди его переводов упоминает «Аристид, или Истинный патриот» Дюваля-Пиро и «Наставление от отца дочерям» Д. Грегори и отмечает, что в цензуру при Славяно-греко-латинской академии им были представлены книги «Христианская ручная книжка…», «Кабинет полезных нравоучений, ведущих к спокойной вечности» и подготовленный к печати «Летописец Соловецкого монастыря» (1786–1788), сомневаясь, однако в авторстве Загоровского. Кроме того, в том же источнике высказано сомнение в авторстве Загоровского над переводом «Словарь юридический, соч. Ф. Ланганса» и уверено отмечено, что приписанное Загоровскому в ряде библиографий «Топографическое описание Харьковского наместничества» (1788) на самом деле составлено И. А. Переверзевым.

## Другие сведения
Переводы Загоровского печатались у Н. И. Новикова и в типографии И. В. Лопухина, с которыми он, возможно, был близок.